# Sihuas
Sihuas est une petite ville de la région d'Ancash, au Pérou, et le chef-lieu de la province de Sihuas. 

## Géographie
Sihuas se trouve dans la zone de Conchucos, habitée depuis l'époque précolombienne par les Conchucos, sur le versant oriental de la Cordillère Blanche. Elle est située à 2 700 m d'altitude, au bord du río Rúpac, un affluent du río Marañón. 

## Histoire
Sihuas fut fondée le 5 août 1545 sous le nom de Santa Maria de las Nieves de Siguaz. Elle devint chef-lieu de province lors de la création de la province de Sihuas, formée d'une partie de la province de Pomabamba, le 9 janvier 1961.